# Xanthocrambus delicatellus
Xanthocrambus delicatellus là một loài bướm đêm trong họ Crambidae.